# Carnevals-Spectakel-Quadrille
Carnevals-Spectakel-Quadrille, op. 152, är en kadrilj av Johann Strauss den yngre. Den spelades första gången den 21 februari 1854 i Wien.

## Historia
Ståhejet kring Wiens årliga karnevalsfester blir förståeligt då man inte bara tar med det stora antal nöjesställen som fanns att tillgå, utan även storleken på vissa av dem: den största av dem alla, den kortlivade Odeon-Saal, kunde ta emot inte mindre än 8000 dansare i sin enorma balsal. Då efterfrågan stegrades byggdes nya danssalar, särskilt ute i förorten.
Tisdagen den 21 februari 1854 samlades många till en välgörenhetsbal i Schwenders Casino för att lyssna till Johann Strauss den yngre och dennes orkester. Aftonens höjdpunkt var Strauss nya komposition (det sjunde verket som Strauss skrev för årets karneval): kadriljen Carnevals-Spectakel-Quadrille. En skribent i tidningen Wiener Neuigkets-Blatt skrev den 23 februari: "Den populära välgöraren Strauss ledde balmusiken växelvis med sin broder Josef och vid sidan av sina nya valser, till exempel den charmerande Schnee-Glöckchen, framfördes en ny Carnevals-Spectakel-Quadrille som med sin utsökta originalitet förnöjde publiken och fick spelas om sex gånger."

## Om kadriljen
Speltiden är ca 4 minuter och 28 sekunder plus minus några sekunder beroende på dirigentens musikaliska tolkning.

## Weblänkar
- Carnevals-Spectakel-Quadrille i Naxos-utgåvan.